# 재클린 비어

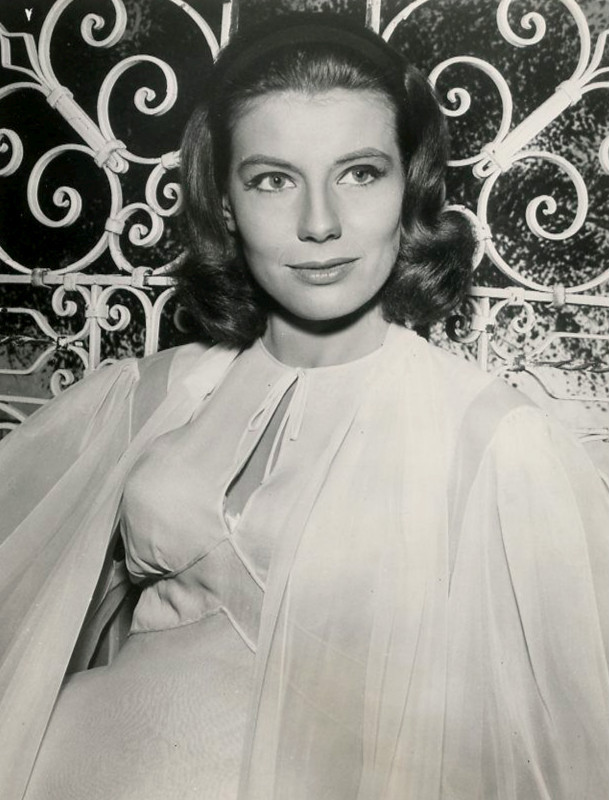

재클린 비어(Jacqueline Vangramberg, 1932년 10월 14일 ~ )는 프랑스의 배우, 텔레비전 배우, 영화배우이다.
파리에서 태어났다.

## 영화
- 국제 음모 (1963년)
- 필로우 토크 (1959년)
- 선셋 77번가 (1958년)